# Кукольный театр на воде

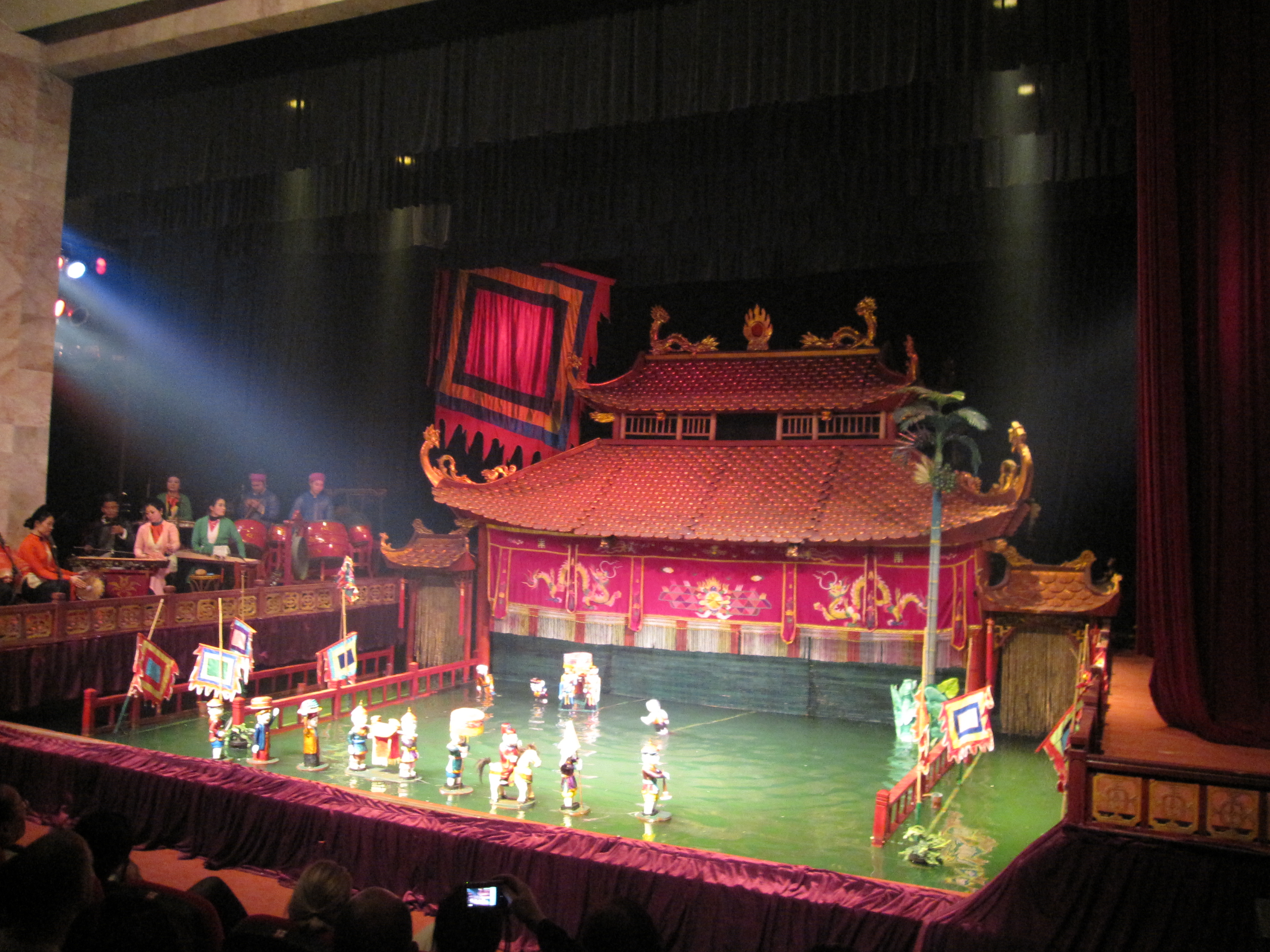

Кукольный театр на воде — вьетнамская традиция, восходящая к XI веку н.э. и возникшая в деревнях в дельте реки Хонгха на севере Вьетнама. В старину крестьяне использовали этот вид развлечений во время наводнений.
Куклы для этого театра делаются из дерева, а затем покрываются лаком. Представление проводится в неглубоком бассейне. Марионетку поддерживает большой стержень, расположенный под водой и управляемый кукловодом, который обычно скрыт за ширмой. Таким образом, куклы движутся над водой. Представления часто сопровождаются национальной музыкой.